# Robert Schneider (Dichter)

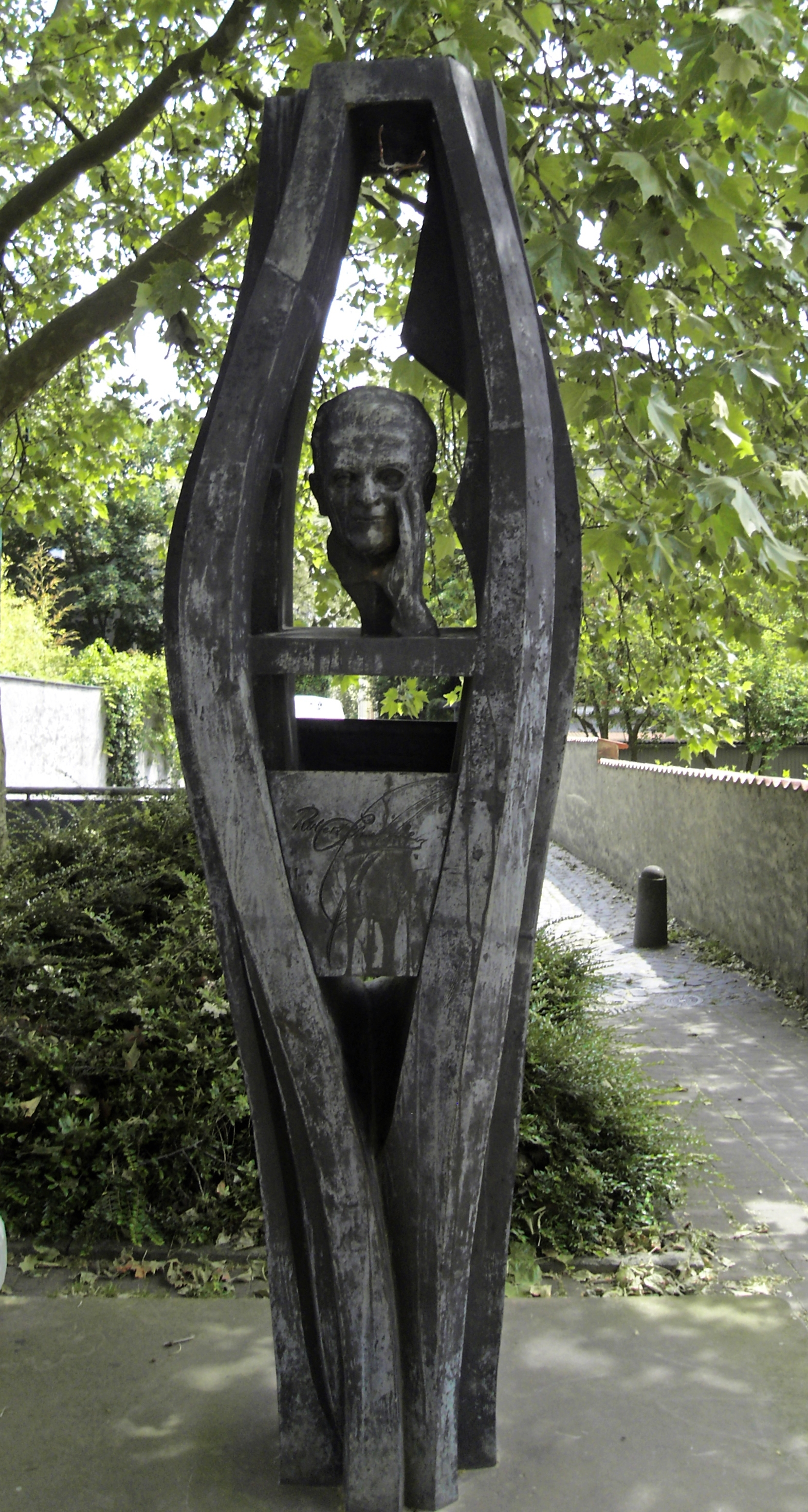
Robert-Schneider-Denkmal im Martinsviertel, Darmstadt

Robert Schneider (* 06.12.1875 in Darmstadt; † 18.05.1945 ebenda) war ein deutscher Schriftsteller und Dichter. Er gilt als einer der bedeutendsten Heimat- und Mundartdichter Südhessens und insbesondere seiner Heimatstadt Darmstadt. Schneider führte die große Mundarttradition von Ernst Elias Niebergall („Datterich“) und Karl Schaffnit („Der Bub will haam“) weiter. Er ist der Großvater des Drehbuchautors und Schauspielers Robert Stromberger.
Er hat neben zahlreichen Gedichtbänden und lokalen politischen Kommentaren im Darmstädter Tagblatt zusammen mit Georg Büchner die Mundartposse Der Lumbe-Awend oder Mann is Mann geschrieben, die 1927 erstaufgeführt wurde. 1933 bekam er Schreibverbot.
Robert Schneider war von 1923 bis 1945 Mitglied der Darmstädter Freimaurerloge Johannes der Evangelist zur Eintracht. 
Er starb durch Suizid und ist auf dem Alten Friedhof Darmstadt begraben.

## Werke (Auswahl)
- Der Lumbe-Awend oder Mann is Mann (1927)
- Wie de Datterich in de Himmel kumme is‘
- Darmstädtisches von Robert Schneider. Gedichtcher un Geschichtcher in Hesse-Darmstädter Mundart

## Wirkung bis heute
- Der 1930 in Darmstadt aufgestellte Niebergallbrunnen ist bis heute eines der bekanntesten Stadtsymbole. Der Niebergallbrunnen wurde auf Betreiben Robert Schneiders aufgestellt, um das Gedächtnis um den Darmstädter Dichter Ernst Elias Niebergall zu wahren.[2]
- Nach dem Zweiten Weltkrieg wurde zu Ehren des gerade verstorbenen Robert Schneider die Darmstädter Schwanengasse in Robert-Schneider-Straße umgewidmet.
- Als 2011 bekannt wurde, dass u. a. Robert Schneiders Geburtshaus (in der Robert-Schneider-Straße) wegen Neubauplänen abgerissen werden sollte, protestierte die Bürgerinitiative „Lebendiges Martinsviertel“[3] dagegen. 2013 wurde das Geburtshaus dennoch abgerissen.
- An ihn erinnert das Robert-Schneider-Denkmal auf dem Darmstädter Schlossgartenplatz.